# Mischocyttarus confusoides
Mischocyttarus confusoides är en getingart som beskrevs av Zikan 1949. Mischocyttarus confusoides ingår i släktet Mischocyttarus och familjen getingar. Inga underarter finns listade i Catalogue of Life.